# Crescentia
A Crescentia az ajakosvirágúak (Lamiales) rendjébe, ezen belül a szivarfafélék (Bignoniaceae) családjába tartozó nemzetség.

## Rendszerezés
A nemzetségbe az alábbi 6 faj tartozik:
- Crescentia alata Kunth
- Crescentia amazonica Ducke
- Crescentia cujete L.
- Crescentia linearifolia Miers
- Crescentia mirabilis Ekman ex Urb.
- Crescentia portoricensis Britton